# Louis Robert (archeoloog)
Louis Robert (Laurière (departement Haute-Vienne), 15 februari 1904 - Parijs, 31 mei 1985) was een Franse epigraficus, oudhistoricus en archeoloog.

## Leven
Robert studeerde sinds 1924 aan de École Normale Supérieure, nadat hij al als scholier naar lezingen van de epigraficus Maurice Holleaux was geweest, die hij als zijn belangrijkste leraar beschouwde. In 1927 werd hij medewerker van de École Française d’Athènes en in 1932 docent voor „historische geografie van de Griekse wereld en Griekse epigrafie“ (géographie historique du monde grec et d'épigraphie grecque) aan de École Pratique des Hautes Études waar hij tot 1974 zal aanblijven. In 1939 werd Robert daarenboven professor Épigraphie et antiquités grecques aan het Collège de France en in 1948 lid van de Académie des inscriptions et belles-lettres. Verder behoorde hij tot verscheidene buitenlandse wetenschappelijke genootschappen.

## Verdiensten
Robert gold voor de twintigste eeuw als de grootmeester van de Griekse epigrafie, waaraan hij honderden artikels, verzamelwerken en enige monografieën wijdde. Het zwaartepunt lag daarbij in de Klein-Aziatische epigrafie, waar hij ook omvangrijk veldonderzoek verricht. Daarnaast nam hij deel aan opgravingen in Amyzon in Carië (1949/1950) en in het orakel Clarus (1950–1961). Hij wijdde zich echter ook aan de inscripties uit Griekenland en andere delen van de antieke werelden, waaronder de pierres errants („zwerfstenen“, d.i. inscripties die werden verplaatst). Steeds weer toont Robert de waarde aan van geografische kennis voor de studie van de oudheid. Hij pleit er steeds voor de inscripties in hun context te plaatsen en toont daarbij de levendigheid van de Griekse cultuur gedurende het hellenisme en de Romeinse tijd aan. Ook op het gebied van de antieke numismatiek schrijft hij verscheidene werken.
Van 1938 tot 1984 gaf Robert samen met zijn echtgenote Jeanne (1910–2002), die ook zijn belangrijkste medewerkster was, het Bulletin épigraphique uit, een omvangrijke rubriek in de Revue des Ètudes grecques, waarin jaarlijks alle nieuw verschenen werken op het gebied van de Griekse epigrafie werden opgenomen en ten dele voorzien van kritisch commentaar en aanvullingen. Sinds Roberts dood werd de Bulletin door een groep van wel tien wetenschappers voortgezet, wat de uitzonderlijke prestatie van Robert en zijn vrouw aantoont.
Bij zijn onderzoek kon Robert op zijn grote vertrouwdheid met de antieke bronnen steunen. Op basis van zijn kennis en zijn cartotheek van gepubliceerde inscripties kon hij uitgevers en commentatoren van inscripties op hun fouten wijzen, wat hij vaak op zeer scherpe toon deed. Nochtans werd hemzelf soms verweten dat hij zelf nauwelijks uitvoerige syntheses publiceerde, maar vooral afzonderlijk gedetailleerde en gespecialiseerde studies. Samen met zijn vrouw begon hij aan een corpus van de Griekse inscripties van Carië dat met slechts één gepubliceerd deel een omvangrijk torso bleef. Nochtans publiceerde hij ook vrij veel monografieën, zo publiceerde hij in 1940 bijvoorbeeld zijn standaardwerk over de gladiatoren in het oosten van het Romeinse rijk.
Roberts leermethode aan de École Pratique des Hautes Études en het Collège de France bracht generaties van (niet enkel Franse) epigrafici voort. Zijn publicaties worden ook nog in het huidige onderzoek gebruikt.

## Geschriften
Roberts artikels zijn in talrijke verzamelwerken (in het bijzonder in de Opera minora selecta, 7 dln., 1969–1990) verzameld, waarvan de niet voorheen in verzamelwerken opgenomen werken opgenomen in de reek Hellenica. Recueil d'épigraphie de numismatique et d'antiquités grecques (13 delen, 1940–1965, deels met Jeanne Robert).
- (fr)  Inhoudsopgave van de reeks Hellenica

Van zijn monografieën moeten de volgende vermeld worden:
- Villes d'Asie Mineure, 1935 (= 19702).
- Collection Froehner. Inscriptions grecques, 1936.
- Études Anatoliennes. Recherches sur les inscriptions de l’Asie Mineure, 1937.
- Études épigraphiques et philologiques, 1938.
- Les gladiateurs dans l'Orient grec, 1940.
- Le sanctuaire du dieu Sinuri près de Mylasa, 1945.
- Études de numismatique grecquen 1951.
- La Carie. Histoire et géographie historique avec le recueil des inscriptions antiques. Band 2. Le plateau de Tabai et ses environs, 1954 (met Jeanne Robert).
- Lettres d'un évêque de Synnada. Philologie et réalité, 1962.
- Noms indigènes dans l'Asie Mineure gréco-romaine, 1963.
- La déesse de Hiérapolis Castabala, 1964.
- Stèles de Byzance gréco romaine, 1964.
- Nouvelles inscriptions de Sardes, 1964.
- Villes d’Asie Mineure, 19662.
- Documents de l'Asie Mineure méridionale. Inscriptions, monnaies et géographie, 1966.
- Monnaies antiques en Troade, 1966.
- Monnaies grecques, 1967.
- Épigrammes satiriques de Lucillius. Parodie et réalités, 1969.
- Inscriptions de Laodicée du Lycos, 1969.
- A travers l'Asie Mineure. Poètes et prosateurs, monnaies grecques, voyageurs et géographie, 1980.
- Fouilles d’Amyzon en Carie, I: Exploration, histoire, monnaies et inscriptions, 1983 (met Jeanne Robert).
- Documents d’Asie Mineure, 1987.
- Claros, I: Décrets hellénistiques, 1989.
- Le Martyre de Pionios, pretre de Smyrne, 1994.